# Hemkomst
Hemkomst är Jan Myrdals debutroman, första gången tryckt i Örebro, utgiven av Tidens Förlag 1954.
Romanen handlar om chefredaktör Bertil Boelsson som under sin karriär förvandlas från hängiven idealist till en nihilistisk cyniker som genomgått moralisk bankrutt, som ett exempel på den vanligt förekommande intellektuella prostitutionen.
Romanen refuserades av Bonniers då en utgivning med hänvisning till positionen föräldrarna - Alva och Gunnar Myrdal - satt på var en känslig fråga.

## Utgåvor[1]
- 1954 - Hemkomst: roman
- 1960 - Vozvraščenie (ryska)
- 1964 - Stokgolʹmskaja istorija: Vozvraščenie (ryska)
- 1975 - Hemkomst: roman ISBN 91-7242-021-9

(Boken ska även vara utgiven på albanska under namnet Kthimi, med förord av Ismail Kadare.)